# Accélérateur financier
L'accélérateur financier est une théorie économique selon laquelle un petit choc économique positif ou négatif a, par le biais du canal du crédit bancaire, des effets en chaîne amplificateurs dans tout le système financier. Ainsi, une récession économique peut se transformer en une dépression par le fait de l'accélérateur (négatif) que représente le système financier. Cette théorie a été développée par la nouvelle économie keynésienne. 

## Concept
La théorie de l'accélérateur financier fait référence à la théorie de l'accélérateur d'investissement développée par Albert Aftalion et John Maurice Clark. L'expression d'« accélérateur financier » provient de Ben Bernanke et Mark Gertler (1989). L'accélérateur financier montre comment des fluctuations bancaires mineures peuvent provoquer une onde de choc, positive ou négative, dans la sphère financière. Ainsi, comme l'écrivent Bernanke, Gertler et Gilchrist en 1996, « des grandes fluctuations dans l'activité macroéconomique peuvent être déclenchées par de faibles fluctuations originaires ».
L'accélérateur financier est un phénomène cumulatif par lequel lorsqu'une récession a lieu, la création de crédit accordée par les banques aux entreprises et aux ménages diminue, ce qui accentue la récession. En effet, l'entrée en récession provoque des pertes pour les banques ; leur niveau de vigilance augmente, et l'aversion au risque avec. Elles durcissent de fait les conditions d'accès au crédit. Parallèlement, la récession provoque une chute de la solvabilité des emprunteurs de manière globale, réduisant leur envie d'investir. Ainsi, le flux de crédit ralentit, et les dépenses de consommation comme d'investissement chutent.
L'effet est accentué par le durcissement des conditions d'accès au crédit. Les banques se mettent à exiger des collatéraux (garanties) pour leurs prêts, c'est-à-dire que l'emprunteur mette en gage un bien ou un actif financier qui couvre au moins partiellement le montant du crédit. Or, les récessions sont des phases de chute de la valeur des actifs ; les banques peuvent ainsi être amenées à exiger un complément au collatéral convenu (appel de marge). Ceci entraîne une nouvelle dégradation de la situation financière des emprunteurs, et ainsi, une baisse du prix des actifs. 
L'effet de l'accélérateur financier vaut à la hausse comme à la baisse. Toutefois, comme le remarque Bernard Landais, rien ne dit que la valeur de l'accélérateur financier soit la même vers le haut et vers le bas. Ainsi, comme le rapporte Landais, Jan Kakes estime que le « le mécanisme de crédit joue avec plus de puissance dans le sens restrictif que dans le sens de l'expansion », et qu'ainsi, l'effet accélérateur « relaye avec plus de force les tendances récessionnistes ».

## Validation empirique
Plusieurs études empiriques ont validé la théorie de l'accélérateur financier. L'ampleur du mécanisme de l'accélérateur dépend de la taille du bilan et de l'accès au crédit des entreprises.